# Asynarchus zhiltzovae
Asynarchus zhiltzovae är en nattsländeart som beskrevs av Kumanski 1981. Asynarchus zhiltzovae ingår i släktet Asynarchus och familjen husmasknattsländor. Inga underarter finns listade i Catalogue of Life.